# Одноконь, Яков Михайлович
Я́ков Миха́йлович Одноко́нь (6 [19] марта 1910, Дружня, Киевская губерния — 1977, Благовещенск) — советский селекционер; ректор Благовещенского сельскохозяйственного института (1957—1967).

## Биография
Родился в 1910 году в селе Дружня (ныне — в Бородянском районе Киевской области) в крестьянской семье. Учился в Мироцкой школе. Член КПСС.
В 1931 году окончил Масловский институт селекции и семеноводства, в 1932 году — Московский агропедагогический институт.
В 1932—1933 годы преподавал в Тихоокеанском институте социалистического сельского хозяйства. С 1933 года — селекционер зерновых культур, с 1947 — заместитель по научной работе директора Амурской областной селекционной опытной станции. С 1952 года — заместитель начальника Амурского областного управления сельского хозяйства.
В 1957—1967 годы — ректор Благовещенского сельскохозяйственного института; одновременно заведовал созданной кафедрой селекции и семеноводства. За этот период были изданы первые научные труды института, открылись аспирантура и научно-исследовательские лаборатории, организованы новые факультеты (ветеринарный, экономический, повышения квалификации, общественных профессий), построены учебные корпуса № 1 и № 4, студенческие общежития № 1 и № 2.
Делегат XXII съезда КПСС.
Умер в Благовещенске в 1977 году.

## Научная деятельность
Занимался выведением сортов яровой пшеницы, не поддающихся грибковым заболеваниям (особенно линейной ржавчине), но сохраняющих высокий урожай и хлебопекарные качества зерна. Первые сортообразцы, устойчивые к грибковым заболеваниям, были получены в 1941 году.
Сорта, выведенные Я. М. Одноконем совместно с А. М. Апрелевой, в 1970-е годы занимали более 70 % посевных площадей в Амурской области и были востребованы в Приморском и Хабаровском краях, Читинской и Новосибирской областях, Монгольской Народной Республике.

## Награды
- орден Ленина
- орден Трудового Красного Знамени
- орден «Знак Почёта»
- медали, в том числе «За освоение целинных земель»
- большая золотая и большая серебряная медали ВДНХ СССР
- Заслуженный агроном РСФСР
- Почётный гражданин города Благовещенска[1][2].

## Комментарии
1. ↑  Тихоокеанский институт социалистического сельского хозяйства (ТИССХ) был выделен в 1930 году из Государственного Дальневосточного университета (Владивосток), в 1932 году был переведён в Благовещенск. К 1934 году ТИССХ был преобразован в Дальневосточный сельскохозяйственный техникум[3].